# Anatoli Koutcherena
Anatoli Grigorievitch Koutcherena (en russe : Анатолий Григорьевич Кучерена), né le 23 août 1960 à Mîndra, village du raïon de Kalarach en République socialiste soviétique moldave (URSS), est un avocat russe, docteur en droit, professeur, membre de la Chambre civile de la fédération de Russie et président du Conseil civil du ministère de l'Intérieur. Il est mis sur le devant de la scène médiatique internationale en étant l'avocat d'Edward Snowden depuis son arrivée à l'aéroport international Cheremetievo  de Moscou.

## Formation
Il termine en 1991 l'université d'État de droit par correspondance (aujourd'hui université de droit Koutafine de Moscou). Il est candidat au doctorat en 1999 avec sa thèse La Justice administrative dans le mécanisme de défense des droits et des libertés de la personne et du citoyen en fédération de Russie. Il est docteur d'État en droit en 1999, sa thèse portant sur Le Rôle des avocats dans le devenir d'une société civile en Russie.

## Carrière
Anatoli Koutchenera naît dans la famille d'un agronome moldave, il est de citoyenneté soviétique et de nationalité moldave Il effectue son service militaire en 1979-1981. Il commence sa carrière en 1987 comme consultant au département juridique de la base de fruits et légumes d'un arrondissement de Moscou, puis en 1989 au trust Mosavtolegtrans. En 1989-1990, il est conseiller juridique de l'organisation intergouvernementale internationale Forum. En 1991-1993, il est chef du département juridique de la société Izloutchina. Il est nommé en 1993 avocat du collège des avocats de la ville de Moscou (à partir de 2002, il est avocat de la Chambre des avocats de la ville de Moscou). Il travaille de 1993 à 1995 à la Première consultation juridique de Moscou. En 1995, il organise et dirige le bureau d'avocats Argument (depuis 2003: collège des avocats Koutcherena & partenaires). Il signe le 3 mars 2011 la lettre des Cinquante-Cinq (Adresse aux représentants de la société civile contre la destruction de la confiance à l'égard du système juridique de la fédération de Russie de la part de l'information).

## Principales affaires
- En 1997-2001, il défend l'écrivain et diplomate Platon Oboukhov dans une affaire supposée d'« espionnage », son client ayant été accusé de liens avec les services britanniques. Oboukhov est reconnu comme « dérangé » et envoyé pour soins dans une clinique psychiatrique. Il est libéré de la clinique en 2003.
- En 1998, Koutcherena défend Svetlana Ismaïlova éditrice et rédactrice en chef de L'Encyclopédie pour les enfants (Энциклопедия для детей), arrêtée et accusée d'avoir contrevenu aux droits d'auteur de la maison d'édition Avanta+. Elle est libérée.
- En 2000-2005, il représente les intérêts de Tamara Rokhlina accusée du meurtre de son mari, le général Lev Rokhline (1947-1998). Elle avait été condamnée en 2000 à huit ans d'emprisonnement. Le verdict a été annulé en 2001 par la Cour suprême. Un nouveau verdict est prononcé en 2005, peine conditionnelle de quatre ans de privation de liberté. La même année la Cour européenne des droits de l'homme reconnaît que les droits de Tamara Rokhlina n'ont pas été respectés pendant l'enquête. En particulier elle a passé plus d'une période de détention provisoire.
- En 2001-2003, il est l'avocat des skieuses Olga Danilova et Larissa Lazoutina privées de leurs médailles d'or olympiques à la suite d'accusations de dopage. L'affaire est portée devant le tribunal arbitral du sport de Lausanne, puis à la Cour suprême de Suisse qui confirment la légalité de la privation des médailles.

À différents moments de sa carrière Anatoli Koutcherena a représenté les intérêts de personnalités telles que :
- l'homme d'affaires Sergueï Lissovski (affaire dite de « la boîte sous la photocopieuse », à propos du financement de la campagne électorale de Boris Eltsine en 1996)
- l'ancien ministre de la Justice (du 5 janvier 1995 au 2 juillet 1997) Valentin Kovaliov (affaire dite du « scandale du banya[Lequel ?] »: publication dans les médias de photographies compromettantes du ministre avec des femmes au banya en lien avec l'organisation maffieuse Solntsevskaya), le ministre est condamné en 2001 à neuf ans de prison pour détournements de fonds (un milliard de roubles) dont cinq avec sursis.

Il a été également l'avocat du scénariste Nikita Mikhalkov, du chanteur Iossif Kobzon, de l'homme de théâtre Youri Lioubimov, de l'acteur Youri Yakovlev et en 2013 de l'ancien employé d'un sous-traitant de la CIA Edward Snowden.

## Publications
Anatoli Koutcherena est entre autres l'auteur des livres suivants:
- 1.Бал беззакония. Диагноз адвоката. [Le Bal de l'illégalité. Diagnostique d'un avocat] — Moscou: éd. Politburo (Политбюро), 1999. — 351 pages.
- 2.Роль адвокатуры в становлении гражданского общества в России. [Le Rôle des avocats dans le devenir de la société civile en Russie] — Moscou: éd. Penates-Пенаты, 2002. — 223 pages. (thèse)
- 3.Адвокатура в условиях судебной реформы. [Les avocats dans les conditions d'une réforme de la justice] — Moscou: éd. Penates-Пенаты, 2002. — 87 pages.
- 4.Происхождение и основные принципы деятельности российской адвокатуры. [Les origines et les principes de base des activités des avocats russes] — Moscou: éd. Droit et Vie (Право и жизнь), 2002.
- 5.Кому выгодно? Тенденциозные заметки адвоката. [À qui cela profite-t-il? Remarques tendancieuses d'un avocat] — Moscou, 2003. — 238 pages.
- 6.Право силы — бессилие права. [Le Droit de la force - des droits sans force] — Moscou: éd. Revue nationale (Национальное обозрение), 2003. — 350 pages.
- 7.Без крови не обойтись… [On ne peut se passer de sang] — Moscou: éd. Национальное обозрение, 2003. — 253 pages.
- 8.Между народом и государством. 30 веков гражданского обществ. [Entre le peuple et l'État: trente siècles de société civile] — Moscou: éd. Национальное обозрение, 2004. — 317 pages.
- 9.Адвокатура: Учебник. [Manuel de l'avocat] — Moscou: éd. Le Juriste (Юристъ), 2004. — 351 pages.
- 10.Адвокатура: Учебник, [Manuel de l'avocat], 2e édition - Moscou: Юристъ, 2006. — 751 pages.
- 11.Настольная книга адвоката. [Le Livre de base[4] de l'avocat] — Rostov-sur-le-Don: éd. Félix (Феликс), 2007. — 1004 pages.
- 12.Жилищные споры: юридический справочник для населения. [les conflits immobiliers: annuaire juridique pour la population] — Ростов н/Д: Феликс, 2008. — 445 pages.
- 13.От государственного террора к эре милосердия. [De la terreur étatique à l'ère de la bienfaisance] En deux tomes. — tome 1. — Moscou: éd. «Национальное обозрение», 2008. — 560 pages.; tome 2. — Moscou: éd. «Национальное обозрение», 2008. — 383 pages.
- 14.Романтики гражданского общества. Четыре года в Общественной палате РФ. [Les grandes histoires de la société civile. Quatre ans à la Chambre civile] - Moscou: éd. «Национальное обозрение», 2009.- 576 pages
- 15.Великие хартии вольностей. Как выплавлялись права человека в огне четырех революций. [Les grandes chartes de la liberté. Comment les droits de l'homme ont fondu dans le feu de la quatrième révolution] - Moscou: éd. «Национальное обозрение», 2011. - 536 pages.

## Source
- (ru) Cet article est partiellement ou en totalité issu de l’article de Wikipédia en russe intitulé « Кучерена, Анатолий Григорьевич » (voir la liste des auteurs).